# Karang Dalam
Karang Dalam is een bestuurslaag in het regentschap Lahat van de provincie Zuid-Sumatra, Indonesië. Karang Dalam telt 781 inwoners (volkstelling 2010).